# لوئیس ادگاردو مرکادو جرین
لوئیس ادگاردو مرکادو جرین (به اسپانیایی: Luis Edgardo Mercado Jarrín) (زاده ۱۹ سپتامبر ۱۹۱۹ – درگذشته ۱۸ ژوئن ۲۰۱۲) سیاست‌مدار اهل پرو بود. وی از ۳۱ ژانویه ۱۹۷۳ تا ۱ فوریه ۱۹۷۵ نخست‌وزیر این کشور بود.
لوئیس ادگاردو مرکادو جرین در ۱۸ ژوئن ۲۰۱۲، در سن ۹۲ سالگی در لیما درگذشت.